# رسپیگی ۱۶۹۳۰
سیارک ۱۶۹۳۰ (به انگلیسی: 16930 Respighi، نامگذاری:1998FF74) شانزده هزار و نهصد و سی‌امین سیارک کشف شده‌است که در ۲۹ مارس ۱۹۹۸ کشف شد.
قدر مطلق سیارک برابر ۲۴.۵ است.